# Nazionale maschile di calcio della Jugoslavia

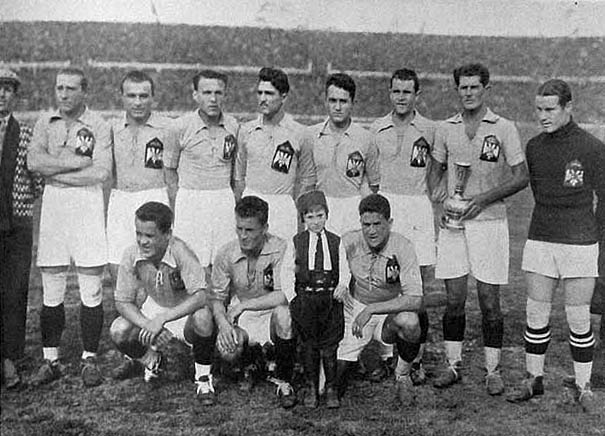
Jugoslavia, 1930.

La nazionale di calcio della Jugoslavia (in serbo-croato Fudbalska reprezentacija Jugoslavije) fu, dal 1920 al 1992, la rappresentativa calcistica nazionale jugoslava, ivi comprendente anche il periodo tra il 1920 e il 1929 in cui il Paese era noto con il nome ufficiale di Regno dei Serbi, Croati e Sloveni.
Pur senza mai vincere un titolo ufficiale, la Jugoslavia ottenne risultati di rilievo in campo internazionale, classificandosi due volte seconda nel campionato europeo, due volte quarta al campionato mondiale e una volta finalista al torneo olimpico, dove vinse l'oro nel 1960 con la nazionale olimpica; nel suo ultimo anno di attività, il 1992, pur avendo guadagnato la qualificazione al campionato europeo di quell'anno, ne fu esclusa per decisione della FIFA e della UEFA a causa del conflitto armato interno tra le varie repubbliche secessioniste e il governo centrale.

## Storia
Esordì in campo internazionale il 28 agosto 1920 ad Anversa perdendo per 7-0 contro la Cecoslovacchia.
Partecipò ai Mondiali del 1930 dove fu sconfitta per 6-1 in semifinale dall'Uruguay che vinse il titolo: per la FIFA la Jugoslavia arrivò quarta, alle spalle degli Stati Uniti che pur persero in semifinale, benché non fosse stata disputata la finale per il terzo posto. La Jugoslavia arrivò nuovamente quarta ai Mondiali del 1962. Agli Europei arrivò seconda nel 1960 e nel 1968. Con la nazionale olimpica vinse l'oro nel 1960.

### Gli anni sessanta e settanta
Nella prima edizione del Campionato europeo la Jugoslavia eliminò in semifinale la Francia per 5-4. La partita fu memorabile ed è passata alla storia come una delle vittorie più belle della nazionale jugoslava.
Primo tempo:
- 1-0 di Galić;
- I francesi pareggiarono con Vincent al 12' e si portarono in vantaggio con Heutte al 43'.

Nel secondo tempo:
- Wisnieski al 52' portò il risultato sul 3-1,
- Žanetić accorciò le distanze,
- Heutte segnò il 4-2 per i francesi,
- prima Knez al 75', poi una doppietta di Jerković al 77' e al 78' regalano ai tifosi jugoslavi la finale.

Nella finalissima contro l'URSS la Jugoslavia passò in vantaggio con Galić al 41', ma i sovietici fecero 2 reti con Metreveli e Ponedel'nik e si aggiudicarono il trofeo.
Nello stesso anno la nazionale olimpica si aggiudica l'oro olimpico. Nelle tre precedenti edizioni si piazzò sempre seconda: dietro alla Svezia (1948), all'URSS (1952), all'Ungheria (1956).
Nel 1962 arrivò alle semifinali ai Campionati del Mondo in Cile dopo aver eliminato nei quarti di finale la Germania Ovest e nel 1968 sfiorò l'impresa di diventare campione d'Europa.
La Jugoslavia partecipò alla fase finale di Euro 1968 dopo aver eliminato alle qualificazioni Germania Ovest e Francia; sconfisse in semifinale l'Inghilterra per 1-0 con rete decisiva di Džajić all'86', conquistando la seconda finale in tre edizioni.
L'8 giugno affrontò l'Italia a Roma, priva, però del regista Ivica Osim, infortunatosi in semifinale. Džajić portò sull'1-0 gli jugoslavi al 39' ma gli azzurri pareggiarono all'80' con Angelo Domenghini. Il risultato non cambiò durante i tempi supplementari, e nella ripetizione di due giorni dopo l'Italia vinse agevolmente, con reti decisive di Riva e Anastasi, contro una Jugoslavia penalizzata da molte assenze e infortuni; l'Italia si aggiudicò il primo titolo europeo della sua storia e la Jugoslavia dovette abbandonare Roma con molta delusione.
Dopo l'eliminazione nel Mondiale del 1974 ad opera della Germania Ovest, la Jugoslavia ospitò la fase finale di Euro 1976, ottenendo un buon quarto posto dopo aver perso in semifinale, ai supplementari, per 2-4 contro i tedeschi (2-2 nei tempi regolamentari, dopo essere stata in vantaggio 2-0) e per 2-3 nella finale di consolazione contro l'Olanda.
Il grande campione brasiliano Pelé per l'addio alla nazionale volle che il suo ultimo incontro con la maglia verdeoro si disputasse proprio con la Jugoslavia, di cui è sempre stato un grande ammiratore. Il match si tenne il 18 luglio 1971 al Maracanã di Rio de Janeiro, alla presenza di oltre centomila spettatori. La partita terminò in parità, 2-2.

### La crisi degli anni ottanta e la divisione
Negli anni ottanta la nazionale jugoslava affrontò un periodo difficile; dopo le mancate qualificazioni ad Argentina 1978 e ad Euro 1980, i plavi ottennero la qualificazione al Campionato mondiale di calcio 1982 ma abbandonarono il torneo dopo aver ottenuto solo 3 punti in 3 partite: pareggiarono 0-0 contro l'Irlanda del Nord, persero 2-1 contro la Spagna a causa di una condotta arbitrale non irreprensibile (un rigore fallito dalla Spagna e fatto inspiegabilmente ripetere fino a quando non fu realizzato) e vinsero 1-0 contro l'Honduras.
Fecero peggio al Campionato europeo di calcio 1984, ottenendo 3 sconfitte in 3 gare nel girone eliminatorio contro Francia, Danimarca, Belgio e, addirittura, non riuscirono a qualificarsi per il Campionato mondiale di calcio 1986 e per il Campionato europeo di calcio 1988.
L'undici jugoslavo partecipò al Campionato mondiale di calcio 1990 ottenendo buoni risultati, grazie all'apporto di alcuni vincitori della Coppa del Mondo Under 20 nel 1987 come Savičević, Jarni, Šuker, Prosinečki ed altri. Dopo aver ottenuto il secondo posto nel Gruppo D, negli ottavi di finale gli jugoslavi eliminarono la Spagna per 2-1, dopo i tempi supplementari, grazie a una doppietta di Stojković. Nei quarti di finale incontrarono l'Argentina; alla mezz'ora la Jugoslavia rimase in dieci, ma concluse l'incontro 0-0 e ai rigori vinse l'Argentina per 3-2.
Si qualificò per la fase finale del Campionato europeo di calcio 1992 ma, nella primavera che precedette il torneo continentale, venne esclusa dalle competizioni internazionali organizzate dalla FIFA e dalla UEFA a causa della guerra scoppiata in seguito alle dichiarazioni d'indipendenza delle repubbliche di Slovenia, Croazia, Macedonia, Bosnia ed Erzegovina.
La Jugoslavia giocò la sua ultima partita il 25 marzo 1992 contro i Paesi Bassi, era un'amichevole che la Jugoslavia perse 2-0; dopo questa partita la nazionale di calcio della Jugoslavia cessò definitivamente di esistere a causa della sua disgregazione.

### La nuova Jugoslavia
La Jugoslavia che partecipò al mondiale del 1998 e all'europeo del 2000 rappresentò la Repubblica Federale di Jugoslavia, successivamente nota come Serbia e Montenegro, oggi Serbia.

## Nazionali nate dalla divisione
In seguito alla guerra e alla divisione della Jugoslavia sono nate le seguenti nazionali:
- Croazia dal 1990
- Slovenia dal 1991
- Macedonia del Nord dal 1993 (conosciuta fino al 2019 solo con il nominativo di Macedonia)
- Bosnia ed Erzegovina dal 1996
- Serbia dal 1994 (dal 1994 al 2003 la nazionale serba rappresentava la Repubblica Federale di Jugoslavia e dal 2003 al 2006 ha rappresentato Serbia e Montenegro)
- Montenegro dal 2007
- Kosovo dal 2016

Di queste la FIFA riconosce solo la Nazionale serba come erede sportiva della Nazionale jugoslava.

## Dettagli storico-statistici

### Prima formazione
L'undici che per la prima volta la Jugoslavia schierò alle Olimpiadi di Anversa nel 1920:

1 Dragutin Vrđuka

2 Vjekoslav Župančić

3 Jaroslav Šifer

4 Stanko Tavčar

5 Slavin Cindrić

6 Rudolf Rupec

7 Dragutin Vragović

8 Artur Dubravčić

9 Emil Perška

10 Ivan Granec

11 Jovan Ružić

C.T.: Veljko Ugrinić

## Partecipazioni ai tornei internazionali
Legenda: Grassetto: Risultato migliore, Corsivo: Mancate partecipazioni

## Statistiche dettagliate sui tornei internazionali

### Mondiali
| Anno | Luogo          | Piazzamento      | V | N | P | Gol  |
| ---- | -------------- | ---------------- | - | - | - | ---- |
| 1930 | Uruguay        | Quarto posto     | 2 | 0 | 1 | 7:7  |
| 1934 | Italia         | Non qualificata  | - | - | - | -    |
| 1938 | Francia        | Non qualificata  | - | - | - | -    |
| 1950 | Brasile        | Primo turno      | 2 | 0 | 1 | 7:3  |
| 1954 | Svizzera       | Quarti di finale | 1 | 1 | 1 | 2:3  |
| 1958 | Svezia         | Quarti di finale | 1 | 2 | 1 | 7:7  |
| 1962 | Cile           | Quarto posto     | 3 | 0 | 3 | 10:7 |
| 1966 | Inghilterra    | Non qualificata  | - | - | - | -    |
| 1970 | Messico        | Non qualificata  | - | - | - | -    |
| 1974 | Germania Ovest | Secondo turno    | 1 | 2 | 3 | 12:7 |
| 1978 | Argentina      | Non qualificata  | - | - | - | -    |
| 1982 | Spagna         | Primo turno      | 1 | 1 | 1 | 2:2  |
| 1986 | Messico        | Non qualificata  | - | - | - | -    |
| 1990 | Italia         | Quarti di finale | 3 | 1 | 1 | 8:6  |

### Europei
| Anno | Luogo          | Piazzamento     | V | N | P | Gol  |
| ---- | -------------- | --------------- | - | - | - | ---- |
| 1960 | Francia        | Secondo posto   | 1 | 0 | 1 | 6:6  |
| 1964 | Spagna         | Non qualificata | - | - | - | -    |
| 1968 | Italia         | Secondo posto   | 1 | 1 | 1 | 2:3  |
| 1972 | Belgio         | Non qualificata | - | - | - | -    |
| 1976 | Jugoslavia     | Quarto posto    | 0 | 0 | 2 | 4:7  |
| 1980 | Italia         | Non qualificata | - | - | - | -    |
| 1984 | Francia        | Primo turno     | 0 | 0 | 3 | 2:10 |
| 1988 | Germania Ovest | Non qualificata | - | - | - | -    |
| 1992 | Svezia         | Squalificata    | - | - | - | -    |

### Olimpiadi
| Anno | Luogo     | Piazzamento             | V | N | P | Gol  |
| ---- | --------- | ----------------------- | - | - | - | ---- |
| 1920 | Anversa   | Nono posto              | 0 | 0 | 1 | 0:7  |
| 1924 | Parigi    | Turno di qualificazione | 0 | 0 | 1 | 0:7  |
| 1928 | Amsterdam | Ottavi di finale        | 0 | 0 | 1 | 1:2  |
| 1936 | Berlino   | Non partecipante        | - | - | - | -    |
| 1948 | Londra    | Argento                 | 3 | 0 | 1 | 13:6 |

### Coppa Internazionale
| Anni      | Piazzamento   | V | N | P | Gol   |
| --------- | ------------- | - | - | - | ----- |
| 1927–1930 | Non invitata  | - | - | - | -     |
| 1931–1932 | Non invitata  | - | - | - | -     |
| 1933–1935 | Non invitata  | - | - | - | -     |
| 1936–1938 | Non terminata | - | - | - | -     |
| 1948–1953 | Non invitata  | - | - | - | -     |
| 1955–1960 | Quarto posto  | 3 | 3 | 4 | 21:13 |

## Allenatori
- Boško Simonović (1930-1935; 1939-1940)
- Aleksandar Tirnanić (1948-1958)
- Ljubomir Lovrić (1959-1964)
- Miljan Miljanić (1965-1966; 1973-1974; 1979-1982)
- Rajko Mitić (1967-1970)
- Vujadin Boškov (1971-1973)
- Tomislav Ivić (1974-1974)
- Todor Veselinović (1982-1984)
- Ivica Osim (1986-1991)

## Tutte le rose

### Mondiali
Coppa del Mondo FIFA 1930P Jakšić, P Stojanović, D Ivković, D Marković, D Mihajlović, D Tošić, C Arsenijević, C Đokić, C Spasojević, C Stefanović, A Bek, A Hrnjiček, A Marjanović, A Najdanović, A Sekulić, A Tirnanić, A Vujadinović, CT: Simonović
Coppa del Mondo FIFA 1950P Beara, P Mrkušić, D Broketa, D Z. Čajkovski, D Čolić, D Horvat, D Stanković, C Đajić, C Jovanović, C Katnić, C Palfi, C Radovniković, C Zlatković, A Atanacković, A Bobek, A Ž. Čajkovski, A Firm, A Mihajlović, A Mitić, A Ognjanov, A Tomašević, A Vukas, CT: Arsenijević
Coppa del Mondo FIFA 19541 Beara, 2 Stanković, 3 Crnković, 4 Čajkovski, 5 Horvat, 6 Boškov, 7 Ognjanov, 8 Mitić, 9 Vukas, 10 Bobek, 11 Zebec, 12 Kralj, 13 Zeković, 14 Mantula, 15 Spajić, 16 Milovanov, 17 Belin, 18 Milutinović, 19 Papec, 20 Dvornić, 21 Veselinović, 22 Petaković, CT: Tirnanić
Coppa del Mondo FIFA 19581 Beara, 2 Krivokuća, 3 Šijaković, 4 Crnković, 5 Tomić, 6 Zebec, 7 Miloš Milutinović, 8 Krstić, 9 Boškov, 10 Šantek, 11 Popović, 12 Petaković, 13 Veselinović, 14 Milorad Milutinović, 15 Šekularac, 16 Pašić, 17 Rajkov, 18 Lipošinović, 19 Ognjanović, 20 Irović, 21 Radović, 22 Jerković, CT: Tirnanić
Coppa del Mondo FIFA 19621 Šoškić, 2 Durković, 3 Jusufi, 4 Radaković, 5 Marković, 6 Popović, 7 Anković, 8 Šekularac, 9 Jerković, 10 Galić, 11 Skoblar, 12 Krivokuća, 13 Svinjarević, 14 Šijaković, 15 Matuš, 16 Mujić, 17 Melić, 18 Kovačević, 19 Stojanović, 20 Nikolić, 21 Stipić, 22 Ivoš, CT: Mihajlović
Coppa del Mondo FIFA 19741 Marić, 2 Buljan, 3 Hadžiabdić, 4 Mužinić, 5 Katalinski, 6 Bogićević, 7 Petković, 8 Oblak, 9 Šurjak, 10 Aćimović, 11 Džajić, 12 Jerković, 13 Pavlović, 14 Peruzović, 15 Dojčinovski, 16 Vladić, 17 Popivoda, 18 Karasi, 19 Bajević, 20 V. Petrović, 21 O. Petrović, 22 Mešković, CT: Miljanić
Coppa del Mondo FIFA 19821 Pantelić, 2 Jerolimov, 3 Gudelj, 4 Zajec, 5 Stojković, 6 Krmpotić, 7 Petrović, 8 Šljivo, 9 Zo. Vujović, 10 Živković, 11 Zl. Vujović, 12 Pudar, 13 Sušić, 14 Jovanović, 15 Hrstić, 16 Šestić, 17 Jerković, 18 Deverić, 19 Halilhodžić, 20 Šurjak, 21 Pašić, 22 Svilar, CT: Miljanić
Coppa del Mondo FIFA 19901 Ivković, 2 Stanojković, 3 Spasić, 4 Vulić, 5 Hadžibegić, 6 Jozić, 7 Brnović, 8 Sušić, 9 Pančev, 10 Stojkovič, 11 Vujović, 12 Omerović, 13 Katanec, 14 Bokšić, 15 Prosinečki, 16 Šabanadžović, 17 Jarni, 18 Baljić, 19 Savićević, 20 Šuker, 21 Panadić, 22 Leković, CT: Osim

### Europei
Campionato d'Europa UEFA 1960P Šoškić, P Vidinić, D Crnković, D Durković, D Jusufi, C Miladinović, C Mujić, C Nikolić, C Perušić, C Žanetić, C Zebec, A Galić, A Jerković, A Knez, A Kostić, A Matuš, A Šekularac, CT: Lovrić
Campionato d'Europa UEFA 19681 Pantelić, 2 Fazlagić, 3 Damjanović, 4 Đorđević, 5 Paunović, 6 Holcer, 7 Petković, 8 Osim, 9 Musemić, 10 Belin, 11 Džajić, 12 Vukčević, 13 Dujković, 14 Aleksić, 15 Pavlović, 16 Aćimović, 17 Ramljak, 18 L.Mihajlović, 19 Brzić, 20 Antić, 21 Trivić, 22 Hošić, CT: Mitić
Campionato d'Europa UEFA 19761 Petrović, 2 Buljan, 3 Hadžiabdić, 4 Mužinić, 5 Katalinski, 6 Šurjak, 7 Popivoda, 8 Oblak, 9 Aćimović, 10 Jerković, 11 Džajić, 12 Marić, 13 Halilhodžić, 14 Šljivo, 15 Vladić, 16 Vukotić, 17 Žungul, 18 Vabec, 19 Đorđević, 20 Peruzović, 21 Bogićević, 22 Svilar, CT: Mladinić
Campionato d'Europa UEFA 19841 Simović, 2 N.Stojković, 3 Baljić, 4 Katanec, 5 Zajec, 6 Radanović, 7 Šestić, 8 Gudelj, 9 Sušić, 10 Baždarević, 11 Vujović, 12 Ivković, 13 Hadžibegić, 14 Elsner, 15 Miljuš, 16 D.Stojković, 17 Čop, 18 Deverić, 19 Halilović, 20 Cvetković, CT: Veselinović

### Giochi olimpici
Calcio ai Giochi Olimpici Estivi 1920P Stanković, P Vrđuka, D Jovanović, D Porobić, D Rupec, D Šifer, D Tavčar, D Župančić, C Dubravčić, C Scholz, C Simić, C Vragović, A Cindrić, A Granec, A Kojić, A Perška, A Ružić, CT: Ugrinić
Calcio ai Giochi Olimpici Estivi 1924P Friedrich, P Vrđuka, D Babić, D Dasović, D Kujundžić, D Marjanović, D Rodin, D Rupec, D Vrbančić, C Petković, C Vragović, A Cindrić, A Jovanović, A Perška, A Placeriano, A Vinek, CT: Sekulić
Calcio ai Giochi Olimpici Estivi 1928P Mihelčić, P Šifliš, D Beleslin, D Đorđević, D Ivković, D M. Marjanović, D Mitrović, D Premerl, C Arsenijević, C Bonačić, C Giler, A Babić, A Bek, A Benčić, A Cindrić, A B. Marjanović, A Perška, A Sotirović, CT: Pandaković
Calcio ai Giochi Olimpici Estivi 1948P Lovrić, P Šoštarić, D Broketa, D Brozović, D Cimermančić, D Jazbinšek, D Jovanović, D Petrović, C Atanacković, C Zl. Čajkovski, C Mihajlović, C Palfi, C Stanković, C Takač, A Bobek, A Že. Čajkovski, A Kacijan, A Matošić, A Mitić, A Tomašević, A Vukas, A Wölfl, CT: Arsenijević
NOTA: Per le informazioni sulle rose successive al 1948 visionare la pagina della Nazionale olimpica.

### Coppa Internazionale
Coppa Internazionale 1955-1960P Beara, P Krivokuća, P Jurić, D Belin, D Horvat, D Zeković, D Crnković, D Spajić, D Šantek, D Šijaković, C Stanković, C Krstić, C Boškov, C Ognjanov, C Zebec, C Herceg, C Tasić, C Šekularac, C Kaloperović, A Mitić, A Veselinović, A Vidošević, A Vukas, A Milutinović, A Cokić, A Bobek, A Mujić, A Rajkov, A Pašić, A Petaković, A Kostić, A Lipošinović, CT: Tirnanić — commissione tecnica

## Record individuali
Queste sono le classifiche relative alle maggiori presenze e reti nella Jugoslavia:
| #  | Giocatore                         | Periodo             | Pres. | Reti |
| -- | --------------------------------- | ------------------- | ----- | ---- |
| 1  | Dragan Džajić                     | 1964-1979           | 85    | 23   |
| 2  | Zlatko Vujović                    | 1979-1990           | 70    | 25   |
| 3  | Stjepan Bobek                     | 1946-1957           | 63    | 38   |
| 4  | Faruk Hadžibegić                  | 1982-1992           | 61    | 6    |
| 4  | Branko Stanković                  | 1946-1956           | 61    | 3    |
| 6  | Ivan Horvat                       | 1946-1956           | 60    | 0    |
| 7  | Vladimir Beara                    | 1950-1959           | 59    | 0    |
| 7  | Rajko Mitić                       | 1946-1957           | 59    | 32   |
| 7  | Bernard Vukas                     | 1948-1955           | 59    | 22   |
| 10 | Vujadin Boškov Blagoje Marjanović | 1951-1958 1926-1938 | 57    | 0 36 |

| #  | Giocatore          | Periodo   | Reti | Pres. | Reti/pr. |
| -- | ------------------ | --------- | ---- | ----- | -------- |
| 1  | Stjepan Bobek      | 1946-1957 | 38   | 63    | 0,6      |
| 2  | Milan Galić        | 1959-1965 | 37   | 51    | 0,73     |
| 3  | Blagoje Marjanović | 1926-1938 | 36   | 57    | 0,63     |
| 4  | Rajko Mitić        | 1946-1957 | 32   | 59    | 0,54     |
| 5  | Dušan Bajević      | 1970-1977 | 29   | 37    | 0,78     |
| 6  | Todor Veselinović  | 1954-1958 | 28   | 37    | 0,76     |
| 7  | Borivoje Kostić    | 1956-1963 | 26   | 33    | 0,79     |
| 8  | Zlatko Vujović     | 1979-1990 | 25   | 70    | 0,36     |
| 9  | Dragan Džajić      | 1964-1979 | 23   | 85    | 0,27     |
| 10 | Bernard Vukas      | 1948-1955 | 22   | 59    | 0,37     |